# Дзержинського (Ленінградська область)
Дзержинського (рос. Дзержинского) — селище у Лузькому районі Ленінградської області Російської Федерації.
Населення становить 1494 особи. Належить до муніципального утворення Дзержинське сільське поселення.

## Історія
Згідно із законом від 28 вересня 2004 року № 65-оз належить до муніципального утворення Дзержинське сільське поселення.

## Населення
| 1838 | 1862 | 1938 | 1990  | 1997  | 2007  | 2010  |
| ---- | ---- | ---- | ----- | ----- | ----- | ----- |
| 149  | ↘142 | ↗650 | ↗1219 | ↗1639 | ↘1525 | ↘1494 |